# Masuda Shigeto
Shigeto Masuda (増田 繁人 Masuda Shigeto, sinh ngày 11 tháng 6 năm 1992) là một cầu thủ bóng đá người Nhật Bản thi đấu cho câu lạc bộ tại J2 League Fagiano Okayama.

## Thống kê câu lạc bộ
Cập nhật đến ngày 23 tháng 2 năm 2018.
| Thành tích câu lạc bộ | Thành tích câu lạc bộ | Thành tích câu lạc bộ | Giải vô địch | Giải vô địch | Cúp                   | Cúp                   | Cúp Liên đoàn | Cúp Liên đoàn | Khác    | Khác      | Tổng cộng | Tổng cộng |
| Mùa giải              | Câu lạc bộ            | Giải vô địch          | Số trận      | Bàn thắng    | Số trận               | Bàn thắng             | Số trận       | Bàn thắng     | Số trận | Bàn thắng | Số trận   | Bàn thắng |
| Nhật Bản              | Nhật Bản              | Nhật Bản              | Giải vô địch | Giải vô địch | Cúp Hoàng đế Nhật Bản | Cúp Hoàng đế Nhật Bản | J. League Cup | J. League Cup | Khác1   | Khác1     | Tổng cộng | Tổng cộng |
| --------------------- | --------------------- | --------------------- | ------------ | ------------ | --------------------- | --------------------- | ------------- | ------------- | ------- | --------- | --------- | --------- |
| 2010                  | Albirex Niigata       | J1 League             | 2            | 0            | 0                     | 0                     | 0             | 0             | -       | -         | 2         | 0         |
| 2012                  | Albirex Niigata       | J1 League             | 0            | 0            | 1                     | 0                     | 0             | 0             | -       | -         | 1         | 0         |
| 2013                  | Thespa Kusatsu        | J2 League             | 11           | 1            | 1                     | 0                     | -             | -             | -       | -         | 12        | 1         |
| 2014                  | Oita Trinita          | J2 League             | 1            | 0            | 1                     | 0                     | -             | -             | -       | -         | 2         | 0         |
| 2015                  | Machida Zelvia        | J3 League             | 32           | 4            | 3                     | 0                     | -             | -             | 2       | 0         | 37        | 4         |
| 2016                  | Albirex Niigata       | J1 League             | 14           | 1            | 1                     | 0                     | 4             | 0             | -       | -         | 19        | 1         |
| 2017                  | Machida Zelvia        | J2 League             | 26           | 2            | 1                     | 0                     | -             | -             | -       | -         | 27        | 2         |
| Tổng                  | Tổng                  | Tổng                  | 86           | 8            | 8                     | 0                     | 4             | 0             | 2       | 0         | 100       | 8         |

1Bao gồm J2/J3 Playoffs.